# Liste der Baudenkmale in Königsfeld (Mecklenburg)
In der Liste der Baudenkmale in Königsfeld sind alle denkmalgeschützten Bauten der mecklenburgischen Gemeinde Königsfeld und ihrer Ortsteile aufgelistet. Grundlage ist die Veröffentlichung der Denkmalliste des Kreises Nordwestmecklenburg mit dem Stand vom 16. September 2020.

## Baudenkmale nach Ortsteilen

### Bülow
| ID   | Lage                         | Bezeichnung                                | Beschreibung | Bild |
| ---- | ---------------------------- | ------------------------------------------ | ------------ | ---- |
| 135  | An der Dorfstraße 4 (Karte)  | Bauernhaus                                 |              |      |
| 137  | An der Dorfstraße 7 (Karte)  | Bauernhaus                                 |              |      |
| 138  | An der Dorfstraße 12 (Karte) | Bauernhaus                                 |              |      |
| 139  | An der Dorfstraße 13 (Karte) | Bauernhaus                                 |              |      |
| 140  | An der Dorfstraße 14 (Karte) | Bauernhaus                                 |              |      |
| 141  | An der Dorfstraße 17 (Karte) | Bauernhaus                                 |              |      |
| 142  | An der Dorfstraße 18 (Karte) | Bauernhaus                                 |              |      |
| 143  | An der Dorfstraße 19 (Karte) | Bauernhaus                                 |              |      |
| 144  | An der Dorfstraße            | Kriegerdenkmal 1914/18                     |              |      |
| 145  | Dorfstraße 10a               | ehem. Tagelöhnerkate                       |              |      |
| 146  | Teichstraße 1-5              | Gutsanlage mit Gutshaus;Durchfahrtsscheune |              |      |
| 149  | An der Dorfstraße 6          | Transformatorenhaus                        |              |      |
| 1517 | Krimm 12                     | Bauernhaus Rudolph                         |              |      |

### Demern
| ID   | Lage                  | Bezeichnung                                                                   | Beschreibung                               | Bild                     |
| ---- | --------------------- | ----------------------------------------------------------------------------- | ------------------------------------------ | ------------------------ |
| 252  | Dorfstraße 50 (Karte) | Bauernhaus                                                                    |                                            |                          |
| 253  | Dorfstraße 41         | Bauernhaus                                                                    |                                            |                          |
| 254  | Dorfstraße (Karte)    | ehem. Gutsscheune                                                             |                                            |                          |
| 1640 | Dorfstraße 27?        | Wohnspeichergebäude der ehem. Gutsanlage                                      |                                            |                          |
| 255  | Dorfstraße 55         | Scheune                                                                       |                                            |                          |
| 256  | Dorfstraße 93         | Wohnhaus mit Gedenktafel für Rudolf Hartmann und dahinterliegendes Hallenhaus |                                            |                          |
| 257  | Friedhof (Karte)      | Grabstein für Gottlieb Matthias Carl Masch (1794–1878)                        | Grabstein für Gottlieb Matthias Carl Masch |                          |
| 258  | (Karte)               | Kirche                                                                        |                                            | Kirche                   |
| 259  |                       | Kriegerdenkmal 1914/1918                                                      |                                            | Kriegerdenkmal 1914/1918 |
| 260  |                       | Transformatorenhaus                                                           |                                            |                          |

### Groß Rünz
| ID   | Lage                      | Bezeichnung            | Beschreibung | Bild |
| ---- | ------------------------- | ---------------------- | ------------ | ---- |
| 645  | Carlower Straße 6 (Karte) | Bauernhaus mit Scheune |              |      |
| 1519 | Rehnaer Straße 1 (Karte)  | Scheune                |              |      |

### Schaddingsdorf
| ID   | Lage                 | Bezeichnung | Beschreibung | Bild |
| ---- | -------------------- | ----------- | ------------ | ---- |
| 1236 | Dorfstraße 2 (Karte) | Rauchhaus   |              |      |
| 1237 | Dorfstraße 4 (Karte) | Bauernhaus  |              |      |
| 1238 | Dorfstraße 7 (Karte) | Bauernhaus  |              |      |
| 1542 | Dorfstraße 12        | Bauernhaus  |              |      |
| 1543 | Dorfstraße 15        | Bauernhaus  |              |      |

### Warnekow
| ID   | Lage         | Bezeichnung | Beschreibung | Bild |
| ---- | ------------ | ----------- | ------------ | ---- |
| 1477 | Dorfstraße 3 | Bauernhaus  |              |      |
| 1478 | Dorfstraße 6 | Büdnerei    |              |      |
| 1479 | Dorfstraße 8 | Scheune     |              |      |

### Woitendorf
| ID   | Lage    | Bezeichnung                | Beschreibung | Bild |
| ---- | ------- | -------------------------- | ------------ | ---- |
| 1497 | (Karte) | Backhaus des Hofes Mayburg |              |      |

## Ehemalige Baudenkmale

### Bülow
| ID  | Lage                                           | Bezeichnung | Beschreibung | Bild |
| --- | ---------------------------------------------- | ----------- | ------------ | ---- |
| 136 | Achtersiet (ehem. An der Dorfstraße 6) (Karte) | Bauernhaus  |              |      |
| 147 | Teichstraße 17                                 | Büdnerei    |              |      |
| 148 | Möllerstraße 16                                | Bauernhaus  |              |      |

### Demern
| ID  | Lage   | Bezeichnung | Beschreibung               | Bild |
| --- | ------ | ----------- | -------------------------- | ---- |
| 261 | Demern | Park        | gestrichen am 3. Juni 1996 |      |

## Quelle
- Denkmalliste des Landkreises Nordwestmecklenburg (Stand: 9. November 2023; PDF, 1,2 MByte)

- Karte mit allen Koordinaten:
- OSM |
- WikiMap